# Shin Kong Life Tower
Il Shin Kong Life Tower (in cinese: 新光 人壽保險 摩天大樓; pinyin: Xīnguāng Rénshòu Bǎoxiǎn Mótiān Dàlóu) è un grattacielo situato nel distretto di Zhongzheng, a Taipei, capitale di Taiwan.

## Descrizione
L'edificio, di color rosa e sormontato da una piramide, possiede 51 piani ed è alto 245 metri. Venne inaugurato nel 1993. I suoi primi dodici piani e due piani sotterranei ospitano un grande magazzino Shin Kong Mitsukoshi; i piani rimanenti offrono spazi per uffici e fungono da quartier generale per la compagnia assicurativa Shin Kong Life.